# HAM-3cm
A 3 cm-es amatőrsáv a centiméteres hullámú tartományban lévő rádióhullám, rádióamatőrök számára kijelölt sáv. A kijelölt frekvenciatartomány: 10000 – 10500 MHz.

## Terjedési sajátosságai
A 3 cm-es amatőrsáv a centiméteres hullámú rádiófrekvenciás tartományban van, ezért leginkább a centiméteres  hullámokra jellemző terjedési tulajdonságai vannak.
Ezen a sávon a hullámok terjedését a sűrű eső vagy erős hózápor csillapítja.
- direkt terjedés

Terjedést gátoló tényezők:
- vízkicsapódás, csapadék általi elnyelődés

## A 3 cm-es amatőrsávra vonatkozó nemzetközisávterv[3]
| ITU 1 | ITU 2 | ITU 3 |
| --- | --- | --- |
| 10–10,4 GHz 1. MŰHOLDAS FÖLD-KUTATÁS (aktív) 5.474A 5.474B 5.474C 2. ÁLLANDÓHELYŰ 3. MOZGÓ 4. RÁDIÓLOKÁCIÓ 5. Amatőr 5.474D 5.479 | 10–10,4 GHz 1. MŰHOLDAS FÖLD-KUTATÁS (aktív) 5.474A 5.474B 5.474C 2. RÁDIÓLOKÁCIÓ 3. Amatőr 5.474D 5.479 5.480 | 10–10,4 GHz 1. MŰHOLDAS FÖLD-KUTATÁS (aktív) 5.474A 5.474B 5.474C 2. ÁLLANDÓHELYŰ 3. MOZGÓ 4. RÁDIÓLOKÁCIÓ 5. Amatőr 5.474D 5.479 |
| 10,4–10,45 GHz 1. ÁLLANDÓHELYŰ 2. MOZGÓ 3. RÁDIÓLOKÁCIÓ 4. Amatőr                                                                 | 10,4–10,45 GHz 1. RÁDIÓLOKÁCIÓ 2. Amatőr 5.480                                                                 | 10,4–10,45 GHz 1. ÁLLANDÓHELYŰ 2. MOZGÓ 3. RÁDIÓLOKÁCIÓ 4. Amatőr                                                                 |
| 10,45–10,5 GHz 1. RÁDIÓLOKÁCIÓ 2. Amatőr 3. Műholdas amatőr 5.481                                                                 | | |

- 5.474A - A 9200−9300 MHz és a 9900−10 400 MHz frekvenciasávnak a műholdas Föld-kutató szolgálat (aktív) általi használata a 600 MHz-nél nagyobb szükséges sávszélességet igénylő, a 9300−9900 MHz frekvenciasávban teljes mértékben el nem helyezhető rendszerekre korlátozódik. Az ilyen használat a 9.21 Bekezdés szerint – Algériától, Szaúd-Arábiától, Bahreintől, Egyiptomtól, Indonéziától, az Iráni Iszlám Köztársaságtól, Libanontól és Tunéziától – megszerzendő egyetértéstől függően lehetséges. Amennyiben egy igazgatás nem válaszol a 9.52 Bekezdésnek megfelelően, úgy tekintendő, hogy nem ért egyet az egyeztetési kérelemmel. Ilyen esetben a 9. Cikk IID. Alszakasza alapján az Iroda támogatását kérheti a műholdas Föld-kutató szolgálatban (aktív) üzemelő műholdas rendszert bejelentő igazgatás. (WRC‑15)
- 5.474B - A műholdas Föld-kutató szolgálat (aktív) állomásainak meg kell felelniük az ITU‑R RS.2066‑0 Ajánlásnak. (WRC‑15)
- 5.474C - A műholdas Föld-kutató szolgálat (aktív) állomásainak meg kell felelniük az ITU‑R RS.2065‑0 Ajánlásnak. (WRC‑15)
- 5.474D - A műholdas Föld-kutató szolgálat (aktív) állomásai nem okozhatnak káros zavarást a 9200−9300 MHz frekvenciasávban a tengeri rádiónavigáció és a rádiólokáció szolgálat állomásainak, a 9900−10 000 MHz frekvenciasávban a rádiónavigáció és a rádiólokáció szolgálat állomásainak és a 10,0-10,4 GHz frekvenciasávban a rádiólokáció szolgálat állomásainak, és nem is tarthatnak igényt védelemre azokkal szemben. (WRC‑15)
- 5.479 - A 9975−10 025 MHz sávot másodlagos jelleggel a műholdas meteorológiai szolgálat számára is felosztották időjárási radarok céljaira.
- 5.480 - Járulékos felosztás: Argentínában, Brazíliában, Chilében, Kubában, Salvadorban, Ecuadorban, Guatemalában, Hondurasban, Paraguayban, a Holland Királyság 2. Körzetben lévő tengerentúli országaiban és területein, Peruban és Uruguayban a 10−10,45 GHz frekvenciasávot elsődleges jelleggel az állandóhelyű és a mozgószolgálat számára is felosztották. Kolumbiában, Costa Ricában, Mexikóban és Venezuelában a 10−10,45 GHz frekvenciasávot elsődleges jelleggel az állandóhelyű szolgálat számára is felosztották. (WRC‑19)
- 5.481 - Járulékos felosztás: Algériában, Németországban, Angolában, Brazíliában, Kínában, Elefántcsontparton, Egyiptomban, Salvadorban, Ecuadorban, Spanyolországban, Guatemalában, Magyarországon, Japánban, Kenyában, Marokkóban, Nigériában, Ománban, Üzbegisztánban, Pakisztánban, Paraguayban, Peruban, a Koreai Népi Demokratikus Köztársaságban, Romániában, Tunéziában és Uruguayban a 10,45−10,5 GHz frekvenciasávot elsődleges jelleggel az állandóhelyű és a mozgószolgálat számára is felosztották. Costa Ricában a 10,45−10,5 GHz frekvenciasávot elsődleges jelleggel az állandóhelyű szolgálat számára is felosztották. (WRC‑19)

## A sávblokk Magyarországon érvényessávterve[4]
| 10–10,45 GHz                  | 10–10,45 GHz                | 10–10,45 GHz | 10–10,45 GHz                  | 10–10,45 GHz                                      | 10–10,45 GHz | 10–10,45 GHz                                                                                     | 10–10,45 GHz |
| A                             | B                           | C            | D                             | E                                                 | F | G                                                                                                | H |
| ----------------------------- | --------------------------- | ------------ | ----------------------------- | ------------------------------------------------- | --- | ------------------------------------------------------------------------------------------------ | --- |
| MŰHOLDAS FÖLD-KUTATÁS (aktív) | 5.474A 5.474B 5.474C 5.474D | E            | 1                             | K                                                 | Aktív műholdas Föld-kutatás alkalmazásai                                                                              |                                                                                                  | |
| ÁLLANDÓHELYŰ                  |                             | P            | 1                             | K                                                 | 10 GHz-es sávú analóg és digitális rádió- és televízióhíranyag-, továbbá rádió- és televízióműsor-átviteli rendszerek | ERC/REC 12-05 4. ajánlási pont, ERC/REC 25-10 ETSI EN 302 064-2 MSZ EN 302 064, MSZ EN 302 217-4 | 3. melléklet 2.5. pont 4. melléklet Csatornaképzés analóg rendszerekre: 3. melléklet 2.7. pontja szerint Csatornaképzés digitális rendszerekre: ERC/REC 12-05 Ajánlás A melléklete szerint. Az 1,75 MHz-es csatornák az ajánlás szerinti 3,5 MHz-es csatornák aláosztásával képezhetők. |
| MOZGÓ                         |                             | P            | 1                             | K                                                 | Zsinórnélküli kamerák                                                                                                 | ERC/REC 25-10 ERC 38. Jelentés ETSI EN 302 064-2 MSZ EN 302 064                                  | 3. melléklet 2.7. pont |
| Amatőr                        |                             | P            | 2                             | K                                                 | Amatőrrádiózás | ECC/REC/(02)01 MSZ EN 301 783                                                                    | 3. melléklet 7. pont |
| Műholdas meteorológia         | 5.479                       | E            | 2                             | K                                                 | Időjárási radarok |                                                                                                  | |
|                               |                             | PN           |                               |                                                   | SRD |                                                                                                  | 3. melléklet 9.1. pont |
| 3                             | K                           | PN           | Rádiómeghatározó alkalmazások | 3. melléklet 9.7.1. pont 3. melléklet 9.7.2. pont | |                                                                                                  | |
| 10,45–10,5 GHz                |                             |              |                               |                                                   | |                                                                                                  | |
| ÁLLANDÓHELYŰ                  | 5.481                       | P            | 1                             | K                                                 | 10 GHz-es sávú analóg és digitális rádió- és televízióhíranyag-, továbbá rádió- és televízióműsor-átviteli rendszerek | ERC/REC 12-05 4. ajánlási pont, ERC/REC 25-10 ETSI EN 302 064-2 MSZ EN 302 064, MSZ EN 302 217-4 | 3. melléklet 2.5. pont 4. melléklet Csatornaképzés analóg rendszerekre: 3. melléklet 2.7. pontja szerint Csatornaképzés digitális rendszerekre: ERC/REC 12-05 Ajánlás A melléklete szerint. Az 1,75 MHz-es csatornák az ajánlás szerinti 3,5 MHz-es csatornák aláosztásával képezhetők. Rádióspektrum-használati jog a polgári és a nem polgári rádióspektrum-gazdálkodási szempontok összehangolása után szerezhető. A 2016. március 5-én érvényes engedéllyel rendelkező, a 3. melléklet 2.7. pontjában megadottól eltérő sávközépi frekvencián üzemelő analóg rendszerek legfeljebb 2025. december 31-ig tarthatók üzemben. |
| MOZGÓ                         | 5.481                       | P            | 1                             | K                                                 | Zsinórnélküli kamerák                                                                                                 | ERC/REC 25-10 ERC 38. Jelentés ETSI EN 302 064-2 MSZ EN 302 064                                  | 3. melléklet 2.7. pont Rádióspektrum-használati jog a polgári és a nem polgári rádióspektrum-gazdálkodási szempontok összehangolása után szerezhető. |
| RÁDIÓLOKÁCIÓ                  | NJE                         | E            | 1                             | K                                                 | Rádiólokációs rendszerek                                                                                              |                                                                                                  | |
| RÁDIÓLOKÁCIÓ                  | NJE                         | E            | 1                             | K                                                 | Sebességmérő radarok                                                                                                  |                                                                                                  | |
| RÁDIÓLOKÁCIÓ                  | NJE                         | E            | 1                             | K                                                 | Katonai rádiólokációs rendszerek                                                                                      |                                                                                                  | |
| Amatőr                        |                             | P            | 2                             | K                                                 | Amatőrrádiózás | ECC/REC/(02)01 MSZ EN 301 783                                                                    | 3. melléklet 7. pont |
| Műholdas amatőr               |                             | P            | 2                             | K                                                 | Műholdas amatőrrádiózás                                                                                               | ECC/REC/(02)01 MSZ EN 301 783                                                                    | 3. melléklet 7. pont |
|                               |                             | PN           |                               |                                                   | SRD |                                                                                                  | 3. melléklet 9.1. pont |
| 3                             | K                           | PN           | Rádiómeghatározó alkalmazások | 3. melléklet 9.7.1. pont 3. melléklet 9.7.2. pont | |                                                                                                  | |

- Az A oszlop meghatározza az adott sávhoz rendelt egyes rádiószolgálatokat
- A B oszlop meghatározza a vonatkozó lábjegyzetet, a harmonizált katonai sávra
- A C oszlop meghatározza a polgári, a nem polgári vagy az együttes célú használatra történő felosztást. A polgári célú felosztást P, a nem polgári célút N és az együttes célút E jelöli.
- A D oszlop meghatározza az alkalmazás jellegét. Az elsődleges jelleget 1-es, a másodlagos jelleget 2-es, a harmadlagos jelleget 3-as szám jelöli.
- Az E oszlop meghatározza az alkalmazás használatbavételi lehetőségét. A kijelölt kategóriát K, a tervezett kategóriát T jelöli.
- Az F oszlop meghatározza az alkalmazás megnevezését.
- A G oszlop tartalmazza a vonatkozó nemzetközi és hazai dokumentumokra hivatkozásokat
- A H oszlop tartalmazza a frekvenciasávok használata során alkalmazandó további rádióspektrum-gazdálkodási követelményeket és jellemzőket, valamint sávhasználati feltételeket.

## Felosztása[5]
| Frekvenciatartomány (Hz) | Frekvenciatartomány (Hz) | Használható adóteljesítmény (W) | Használható adóteljesítmény (W) | Használható adóteljesítmény (W) | Használható sávszélesség (Hz) | Üzemmód/felhasználás                                                   | Engedélyezett adásmód | Engedélyezett adásmód | Engedélyezett adásmód |
| Kezdete                  | Vége                     | Kezdő                           | CEPT                            | HAREC                           | Használható sávszélesség (Hz) | Üzemmód/felhasználás                                                   | Kezdő                 | CEPT                  | HAREC |
| ------------------------ | ------------------------ | ------------------------------- | ------------------------------- | ------------------------------- | ----------------------------- | ---------------------------------------------------------------------- | --------------------- | --------------------- | --- |
| 10000000000              | 10150000000              | 0                               | 0                               | 75                              |                               | MGM                                                                    |                       |                       | A1D, A2D, F1D, F2D, J2D |
| 10150000000              | 10250000000              | 0                               | 0                               | 75                              |                               | Bármely adásmód                                                        |                       |                       | A1A, A1B, A1C, A1D, A2A, A2B, A2C, A2D, A3C, A3E, F1A, F1B, F1C, F1D, F2A, F2B, F2C, F2D, F3C, F3E, F3F, J2A, J2B, J2C, J2D, J2E, J3C, J3E, J3F, R3E |
| 10250000000              | 10350000000              | 0                               | 0                               | 75                              |                               | MGM                                                                    |                       |                       | A1D, A2D, F1D, F2D, J2D |
| 10350000000              | 10368000000              | 0                               | 0                               | 75                              |                               | Bármely adásmód                                                        |                       |                       | A1A, A1B, A1C, A1D, A2A, A2B, A2C, A2D, A3C, A3E, F1A, F1B, F1C, F1D, F2A, F2B, F2C, F2D, F3C, F3E, F3F, J2A, J2B, J2C, J2D, J2E, J3C, J3E, J3F, R3E |
| 10368000000              | 10368750000              | 0                               | 0                               | 75                              | 2700                          | Bármely keskenysávú adásmód - 10368200000 - Keskenysávú aktivitásközép |                       |                       | A1A, A1B, A1C, A1D, A2A, A2B, A2C, A2D, A3C, F1A, F1B, F1C, F1D, F2A, F2B, F2C, F2D, F3C, F3E, F3F, J2A, J2B, J2C, J2D, J2E, J3C, J3E, R3E           |
| 10368750000              | 10368800000              | 0                               | 0                               | 75                              | 2700                          | Helyi jeladók                                                          |                       |                       | A1A, A1B, A1C, A1D, A2A, A2B, A2C, A2D, A3C, F1A, F1B, F1C, F1D, F2A, F2B, F2C, F2D, F3C, F3E, F3F, J2A, J2B, J2C, J2D, J2E, J3C, J3E, R3E           |
| 10368800000              | 10369000000              | 0                               | 0                               | 75                              |                               | IBP                                                                    |                       |                       | A1A, A1B, A1C, A1D, A2A, A2B, A2C, A2D, A3C, F1A, F1B, F1C, F1D, F2A, F2B, F2C, F2D, F3C, F3E, F3F, J2A, J2B, J2C, J2D, J2E, J3C, J3E, R3E           |
| 10369000000              | 10370000000              | 0                               | 0                               | 75                              | 2700                          | Bármely keskenysávú adásmód                                            |                       |                       | A1A, A1B, A1C, A1D, A2A, A2B, A2C, A2D, A3C, F1A, F1B, F1C, F1D, F2A, F2B, F2C, F2D, F3C, F3E, F3F, J2A, J2B, J2C, J2D, J2E, J3C, J3E, R3E           |
| 10370000000              | 10450000000              | 0                               | 0                               | 75                              |                               | Bármely adásmód                                                        |                       |                       | A1A, A1B, A1C, A1D, A2A, A2B, A2C, A2D, A3C, A3E, F1A, F1B, F1C, F1D, F2A, F2B, F2C, F2D, F3C, F3E, F3F, J2A, J2B, J2C, J2D, J2E, J3C, J3E, J3F, R3E |
| 10450000000              | 10500000000              | 0                               | 0                               | 75                              |                               | Műholdas kommunikáció - 10450000000 - 10452000000 Keskenysávú adásmód  |                       |                       | A1A, A1B, A1C, A1D, A2A, A2B, A2C, A2D, A3C, A3E, F1A, F1B, F1C, F1D, F2A, F2B, F2C, F2D, F3C, F3E, F3F, J2A, J2B, J2C, J2D, J2E, J3C, J3E, J3F, R3E |

## Gyakorlati felhasználása
A hullámhossz méretéből adódóan már kis méretben is készíthetőek nagy nyereségű antennák, így lehetőség van kísérletezni műholdas kommunikációval, EME összeköttetésekkel.
Amatőr használatra széles sáv került kijelölésre, így lehetőség van szélessávú üzemmódok használatára.
A sáv használata kevéssé elterjedt, mivel csak drágább készülékekbe van beleépítve ennek a sávnak a használati lehetősége. Saját készülék építése erre a sávra nagy gyakorlatot igényel, valamint ezen a frekvencián megbízható alkatrészek beszerzése is költséges.

### Magyarországi jeladók
| Hívójel | Frekvencia [MHz] | QTH/Név      | QTH Lokátor | Mod | ASL | AGL | Antenna   | P | Telj. [W] |
| ------- | ---------------- | ------------ | ----------- | --- | --- | --- | --------- | - | --------- |
| HG5BSB  | 10368,854        | János-hegy   | JN97LM42    | A1A | 490 | 40  | Slot      | H | 0,50      |
| HG3BSB  | 10368,930        | Tubes        | JN96CC      | A1A | 603 | 50  | Slot      | H | 1,00      |
| HG1BSB  | 10368,975        | Kendig-csúcs | JN87FI      | A1A | 725 | 20  | Slot 10dB | H | 5,00      |